# وارد بيري
وارد بيري (بالإنجليزية: Ward Perry)‏ (و. 1970  م) هو مؤدي أصوات كندي، ولد في كولومبيا البريطانية.

## وصلات خارجية
- وارد بيري على موقع IMDb (الإنجليزية)
- وارد بيري على موقع قاعدة بيانات الفيلم (الإنجليزية)

- وارد بيري في قاعدة بيانات الأفلام على الإنترنت